# Circuit de la région linière
Le Circuit de la région linière, (Omloop van de Vlasstreek en flamand), est une ancienne course cycliste belge, disputée de 1962 à 1994 à Heule en Région flamande dans la province de Flandre-Occidentale.
De 1945 à 1961, cette compétition fut précédée par la kermesse (ou critérium) du nom de Grand Prix de Heule et dont Michel Van Aerde est le tenant du titre,

## Palmarès
| Année | Vainqueur              | Deuxième                | Troisième                |
| ----- | ---------------------- | ----------------------- | ------------------------ |
| 1962  | Robert Duveau          | Karel De Laet           | Romain Van Wynsberghe    |
| 1963  | André Noyelle          | Oswald Declercq         | Bernard Van De Kerckhove |
| 1964  | Norbert Kerckhove      | Norbert Coreelman       | André Noyelle            |
| 1965  | Léon Verkindere        | Lionel Vandamme         | André Noyelle            |
| 1966  | Frans Melckenbeeck     | Georges Delvael         | Roland Van De Rijse      |
| 1967  | Willy Donie            | Walter Godefroot        | Jean Monteyne            |
| 1968  | Tony Houbrechts        | Georges Smissaert       | Walter Godefroot         |
| 1969  | Jaak De Boever         | Willy Donie             | Daniel Van Ryckeghem     |
| 1970  | Noël Vantyghem         | Walter Planckaert       | Fernand Hermie           |
| 1971  | Hubert Hutsebaut       | Herman Vrijders         | Daniel Van Ryckeghem     |
| 1972  | Roger Rosiers          | Gerry Catteeuw          | Julien Van Geebergen     |
| 1973  | Gerry Catteeuw         | Giovanni Jiménez        | Emiel Lambrecht          |
| 1974  | Marc Demeyer           | Fedor den Hertog        | Ferdinand Bracke         |
| 1976  | Lucien Zelck           | André Dierickx          | Giovanni Jiménez         |
| 1977  | Luc Leman              | Walter Dalgal           | Etienne Vandersnickt     |
| 1978  | Roger Verschaeve       | Albert Van Vlierberghe  | Eddy Vanhaerens          |
| 1979  | Marc Demeyer           | Marc Meernhout          | Luc Leman                |
| 1980  | Lieven Malfait         | Eddy Cael               | Eddy Furnière            |
| 1981  | Willy De Geest         | Etienne De Wilde        | Marc Goossens            |
| 1982  | Dirk Baert             | Jan Baeyens             | Marc Goossens            |
| 1983  | Eddy Vanhaerens        | Willy Planckaert        | Johan Wellens            |
| 1984  | Jacques Cambier        | Patrick Devos           | Gino Knockaert           |
| 1985  | Willy Teirlinck        | Luc Wallays             | Dirk Demol               |
| 1986  | Bert Van Ende          | Dirk Heirweg            | Wilfried Peeters         |
| 1987  | Jean-Marc Vandenberghe | Adrie Kools             | Paul Haghedooren         |
| 1988  | Johan De Lathouwer     | Johan Devos             | Rudy Van Gheluwe         |
| 1989  | Rolf Sørensen          | Marnix Lameire          | Peter Spaenhoven (nl)    |
| 1990  | Jean-Marie Vernie      | Peter Van Impe          | Harry Lodge (en)         |
| 1991  | Hendrik Redant         | Johan Devos             | Johan Museeuw            |
| 1992  | Jan Bogaert            | Jean-Pierre Heynderickx | Rudy Verdonck            |
| 1993  | Patrick Van Roosbroeck | Johan Devos             | Paul Haghedooren         |
| 1994  | Bo Hamburger           | Bart Voskamp            | Nigel Perry              |